# ニーラゴンゴ山
ニーラゴンゴ山（ニーラゴンゴさん、英: Mount Nyiragongo）は、アフリカ中部、コンゴ民主共和国の東境部にある活火山。

## 地理

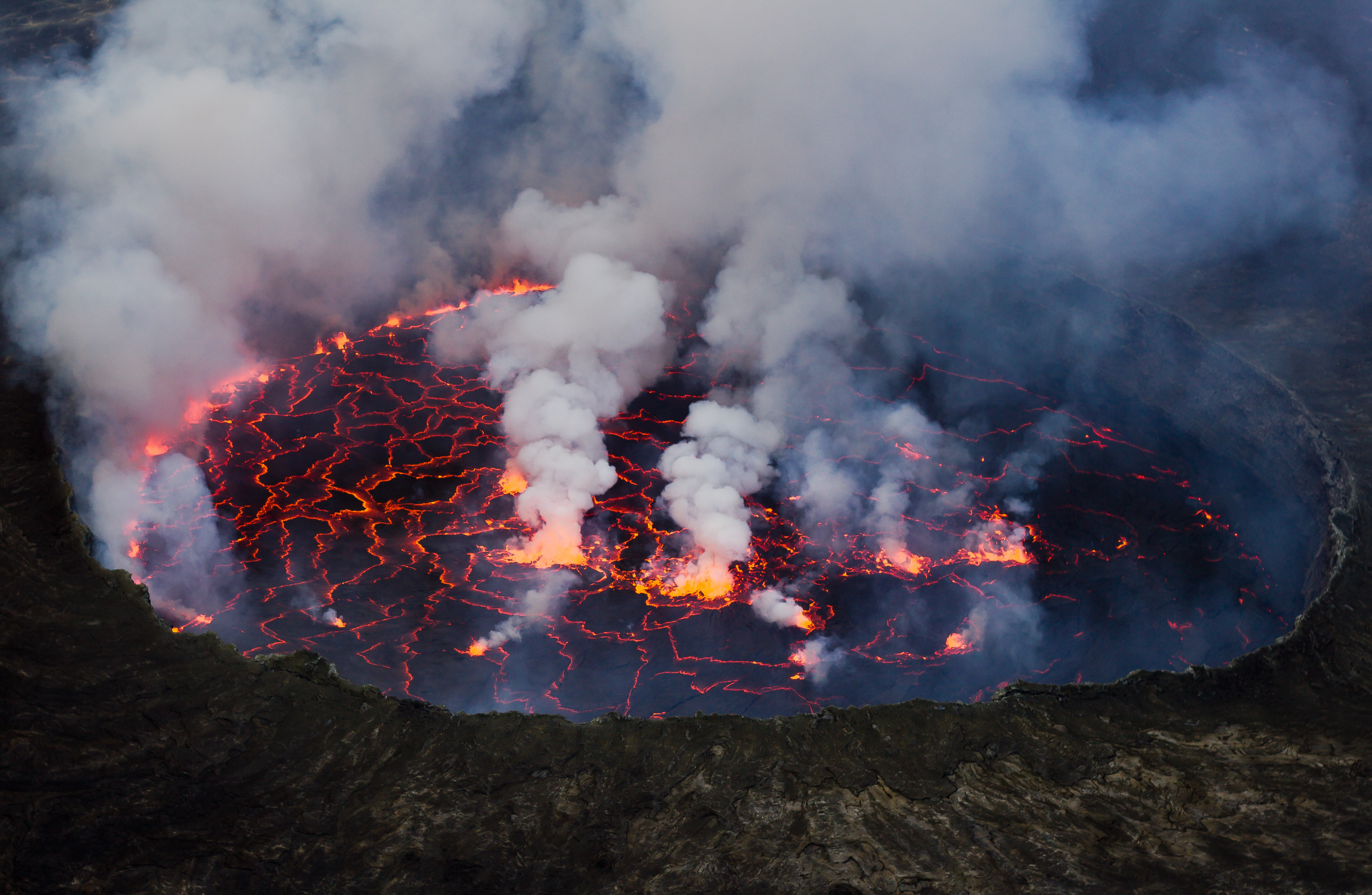
ニーラゴンゴの火口

アフリカ大地溝帯底部に並ぶエドワード湖とキブ湖の間にあるビルンガ山地に含まれ、山地の最高峰カリシンビ山（4,507m）の西に接する。山頂火口内にある溶岩湖で知られる。北には同じく活火山のニアムラギラ山（3,056m）が対峙している。マウンテンゴリラで有名なヴィルンガ国立公園に含まれる。

## 噴火史
1977年1月10日に噴火を起こし、大量の溶岩が麓の集落を飲み込んで約70人が死亡した。
2007年には、観光に来ていた香港の女性一名が火口に転落して死亡している。

### 2002年の噴火
2002年1月17日現地時間午前9時30分に大規模な噴火を起こし、大量の溶岩が麓のゴマ市街地や空港にまで流出した。溶岩流は全長約20kmに達し、各所で火災が発生、ゴマ市の建物の15％が破壊された。近隣住民約35万人がルワンダ側国境のギセニなどに避難した。溶岩がガソリンスタンドに引火し爆発するなどの二次災害も広がった。この噴火による死者は150人近くに上った。
なお、近郊にあるキブ湖に溶岩が流入した場合は湖水に大量に溶けている二酸化炭素の大量噴出が危惧されたが、幸い湖に達する前に溶岩が冷えて固まったため流入は起こらなかった。

### 2021年の噴火
2021年5月22日に大規模な噴火を起こし、溶岩はゴマの空港に到達し約40万人が避難した。
日本のNGO団体・なかよし学園はこの噴火に際し200万円規模の募金、義援金送付を行い、3ヶ月後の2021年８月には現地を訪れ被災地で災害支援活動を行った。また同地域で火山防災教育を行うなかよし防災学校を設立し、桜島のある鹿児島県の鹿児島市、雲仙・普賢岳のある長崎県の島原市と提携して日本の防災を現地の防災教育に活かした。